# Ankathatti, Sidlaghatta
Ankathatti là một làng thuộc tehsil Sidlaghatta, huyện Kolar, bang Karnataka, Ấn Độ.